# Farah Boufadene
Farah Boufadene, née le 11 mars 1999 à Saint-Étienne, est une gymnaste artistique franco-algérienne.

## Biographie
Elle concourt d'abord pour la France avant de concourir sous les couleurs de l'Algérie à partir de mai 2015.
Elle dispute les épreuves de gymnastique aux Jeux africains de 2015 à Brazzaville, remportant deux médailles d'or (au saut de cheval et aux barres asymétriques) et trois médailles de bronze (au concours général, par équipes et à la poutre).
35e du concours général des Championnats du monde de gymnastique artistique 2015, elle devient la première gymnaste algérienne à se qualifier pour les Jeux olympiques.
Médaillée de bronze par équipes des Championnats d'Afrique de gymnastique artistique 2016, elle se classe 36e des Jeux olympiques d'été de 2016 à Rio de Janeiro.